# Sarvijärvi (sjö i Finland, Norra Savolax)
Sarvijärvi är en sjö i Finland. Den ligger i kommunen Pielavesi i landskapet Norra Savolax, i den centrala delen av landet, 400 km norr om huvudstaden Helsingfors. Sarvijärvi ligger 133 meter över havet. I omgivningarna runt Sarvijärvi växer i huvudsak blandskog. Den är 1,7 meter djup. Arean är 8,5 hektar och strandlinjen är 1,32 kilometer lång. Sjön  ingår i Kymmene älvs huvudavrinningsområde. 